# Kathryn Abel
Pour les articles homonymes, voir Abel (homonymie).
Kathryn M. Abel, membre du Royal College of Physicians et du Royal College (en), est une psychiatre spécialisée dans la schizophrénie et les développements de genre.

## Responsabilités
Kathryn M. Abel est professeure de psychologie médicale et directrice du Centre for Women's Mental Health et de l'unité de recherche GM.Digital (anciennement CAMHS.Digital) de l'Université de Manchester,. Elle est fellow du Conseil européen de la recherche et senior investigator du National Institute of Health, et ancienne membre de l'Academic Faculty Executive du Royal College of Psychiatrists (en). Elle est aussi membre du comité d'évaluation du National Institute for Health and Care Excellence (NICE) de 2008 à 2018.

## Travaux de recherche
Kathryn M. Abel étudie les conditions et environnements liés à maternité et leur influence sur le développement du cerveau et ses capacités cognitives ultérieures des enfants. Elle utilise des jeux de données quantitativement importantes issues du Royaume-Uni, de Scandinavie (à partir d'un million de Suédois nés entre 1973 et 1985) et de l'Australie de l'Ouest. Ses études sur les effets du Covid-19 ont été publiées dans le Lancet. Elle collabore avec la Lata Medical Research Foundation, de Nagpur, en Inde. Elle a publié The Female Mind (RCPSYH 2017) et  Comprehensive Women's Mental Health. Ses publications sont disponibles sur le site de l'Université de Manchester.
En 2014, elle montre l'effet d'un événement externe stressant, au même titre que les guerres ou les famines, sur la santé mentale d'un enfant dans une étude publiée par le British Medical Journal. Elle montre ainsi que le risque de psychose augmente de 84 % si un enfant perd son père, sa mère, un frère ou une sœur avant l'âge de 3 ans. En cas de suicide, le risque est trois fois plus important si la mort survient avant l'âge de 2 ans, et deux fois si c'est après. Le risque est plus élevé s'il s'agit d'un accident plutôt que d'une maladie. Il n'y a pas d'effet avant la naissance, ce qui signifie que c'est dans les échanges avec les parents que se trouve la cause. La mort de grands-parents n'a pas d'impact sur le risque de psychose. Le risque est plus élevé pour les psychoses affectives, comme la maniaco-dépression, mais pas pour les psychoses non affectives, comme la schizophrénie.